# 王思 (三國)
王思（?—？），濟陰人，三國時期曹魏人物，官至大司農。

## 生平
曾受到曹操賞識，提拔為刺史，在此期間，禮賢下士，頗得好評。後被曹芳任命為大司農。老年時期，脾氣變得暴躁且剛愎自用，常為小事發怒，而被後人歸為苛吏。

## 軼事
王思老年時，脾氣古怪，捉摸不定，經常無故大發雷霆，手下的人為伺候他，忙的不可開交，還經常挨罵，不知他的火氣從何而來。
一日，一個小官向他告假，說父親重病想回家看看，因家離得很近用不了多久之時間。王思懷疑其所言不實，遂不准假。第二日，這位小官的父親就離開人世。王思聽說後，亦無悔恨之意。
他的脾氣很急，一次他提筆寫字，有隻蒼蠅停在筆桿上，驅之又來，一連三次，氣得他將比摔下，去追滿屋亂飛的蒼蠅。最後，蒼蠅沒抓到，他因而將怒氣轉發在桌上，把桌子掀個底朝天，滿桌公文散落於地，又持筆擲蒼蠅，不中，將筆又踩又擠搞個稀爛。

## 評價
- 曹丕：「薛悌驳吏，王思、郤嘉纯吏也，各赐關内侯，以报其勤。」

- 畢軌：「尚書僕射王思精勤舊吏，忠亮計略不如辛毗，毗宜代思。」